# Herman Hallberg
Herman Hallberg (sinh ngày 22 tháng 5 năm 1997) là một cầu thủ bóng đá người Thụy Điển thi đấu cho Kalmar FF.